# Przystanek Kanion
Przystanek Kanion (ang. Crash Canyon, od 2011) – kanadyjski serial animowany wyprodukowany przez Breakthrough Entertainment.
Światowa premiera serialu odbyła się 3 maja 2011 roku i jest emitowany do dziś. W Polsce premiera odbyła się 8 marca 2012 roku na kanale MTV Polska.

## Opis fabuły
Akcja serialu rozgrywa się w tajemniczym kanionie, z którego nie da się wydostać. Osoby, które do niego trafiają, zostają zupełnie odcięte od świata. Nie grozi im jednak samotność. Każdego roku grono jego mieszkańców powiększa się o kolejne barwne osobowości.

## Obsada
- Patrick McKeena – Norm Wendell
- Jennifer Irwin – Sheila Wendell
- Bryn McAuley – Roxy Wendell
- Joanne Vannicola – Emily Butane
- Dwayne Hill – Colton Steel
- Shoshana Sperling – Carol
- Martin Roach – Reginald Manderbelt
- Gillian Anderson – Sly Butane
- Marium Carvell – Beverly Manderbelt
- Tarah Consoli – Butch Butane
- Jajube Mandiela – Pristine Manderbelt
- Anand Rajaram – Kukiełka
- Peter Keleghan – Stéphanel
- Teresa Pavlinek – Angel Charbonnel
- Tara Strong – Brandi Charbonnel

## Spis odcinków
| N/o            | Tytuł angielski                                         |
| -------------- | ------------------------------------------------------- |
|                |                                                         |
| SERIA PIERWSZA |                                                         |
|                |                                                         |
| 01             | Pilot                                                   |
|                |                                                         |
| 02             | Heavyweight Vamp                                        |
|                |                                                         |
| 03             | Sheila Could Use a Nap                                  |
|                |                                                         |
| 04             | Confidence Builder                                      |
|                |                                                         |
| 05             | Chillaxin' Chutney                                      |
|                |                                                         |
| 06             | Moose on the Loose                                      |
|                |                                                         |
| 07             | Risky Monkey Business                                   |
|                |                                                         |
| 08             | The Out-of-Pantsers                                     |
|                |                                                         |
| 09             | Poker Night                                             |
|                |                                                         |
| 10             | He's The Mayor                                          |
|                |                                                         |
| 11             | The Big Picture                                         |
|                |                                                         |
| 12             | Mr. Crash Canyon                                        |
|                |                                                         |
| 13             | Hex Marks the Spot                                      |
|                |                                                         |
| 14             | Ultimate Wedding Chicken                                |
|                |                                                         |
| 15             | The Tees That Bind                                      |
|                |                                                         |
| 16             | The Curse of the Monkey                                 |
|                |                                                         |
| 17             | Jake's First Kiss                                       |
|                |                                                         |
| 18             | Sid Our Savior                                          |
|                |                                                         |
| 19             | Vernon Loves Carol and Cake                             |
|                |                                                         |
| 20             | For Norm the Sell Tolls                                 |
|                |                                                         |
| 21             | Station WNDL                                            |
|                |                                                         |
| 22             | Over-flubbed                                            |
|                |                                                         |
| 23             | Trash Canyon                                            |
|                |                                                         |
| 24             | A Bun in the Canyon                                     |
|                |                                                         |
| 25             | The Wrath of Vaughn                                     |
|                |                                                         |
| 26             | Less Than 127 Hours aka For the Love of God Die Already |
|                |                                                         |